# 乔治·贝莱蒂尼
乔治·贝莱蒂尼（義大利語：Giorgio Bellettini，1934年5月5日—），意大利物理学家。

## 奖项和荣誉
- 2006年，获得马泰乌奇奖章。